# 韩卫国
韩卫国（1956年1月—），河北井陉人，中国人民解放军上将，中共第十九届中央委员。原中国人民解放军陆军司令员、中部战区司令员。

## 生平
1970年4月参军。
1974年4月，加入中国共产党。
韩卫国早年在福建省军区独立第2师（原属陆军29军，1976年2月，改番号为福建省军区独立师）。他从普通战士做起，历任排长、连长、作训参谋、营长、团参谋长，1979年还当过独立师侦察兵集训队的大队长。
独立师在1980年撤销，只保留了步兵第1团改为福建省军区独立团。1983年该团撤销，部分连队又改为武警。韩卫国不想就此转为内卫部队，他的志向还是在直面战争的野战部队，因此他向组织提出请求，调到野战部队去。考虑到韩卫国出色的工作表现，上级批准，调任陆军第31军91师273团参谋长。
1985年，升任第273团副团长。
1989年10月起，历任91师271团团长、副师长、31军副参谋长。
1999年，毕业于中国人民解放军国防大学联合战役指挥专业，获军事学硕士学位。
2003年担任军参谋长，2005年改任副军长。
2006年7月，晋升少将军衔。
2008年4月，任南京军区陆军第十二集团军军长。
2013年起任第十二届全国人大代表。2013年12月，升任北京军区副司令员。
2015年7月23日，晋升中将军衔。
2016年2月，任新成立的中部战区司令员。
2017年7月28日，晋升上将军衔。7月30日，在内蒙古朱日和基地举行的“庆祝建军90周年阅兵”(解放軍歷史上首次沙場閱兵)，韩卫国以“中部战区司令员”身份担任阅兵总指挥。
2017年8月，改任陆军司令员。2018年2月24日，当选为第十三届全国人大代表。
2021年6月，已经65岁的韩卫国退出现役，被免去陆军司令员职务。8月20日，第十三届全国人大常委会第三十次会议任命韩卫国为全国人民代表大会外事委员会副主任委员。

## 言行
韓衛國作为陆军司令，以“知兵爱兵”著称，他写给陆军官兵及家属的几封信广为流传，数次“刷爆”朋友圈。
2018年1月28日，韩卫国写了《致陆军官兵家属的一封信》，表示“就要过年了，我想和大家说说心里话”：
|                                  | 妻子要管好丈夫的手。回顾个别军官蜕变轨迹，他们也不是生来就是金钱的奴隶。随着职务升迁，随着手中有了权力，面临的诱惑越来越多，慢慢就欲望膨胀、不断敛财。作为家属要经常吹吹枕边风、拉拉亲人袖。...陆军党委会合理安排好分居军人家属的生活。我们要求，在父母生病临终时、在妻子生子临产时、在孩子升学临考时，只要没有打仗任务和确实离不开的特殊任务，都必须及时请假回家。对于父母生病不回家、妻子生产不照顾、家庭有难不帮助的个别官兵，不仅不表扬，不宣扬，而且还要对他的真实品德进行考察。 |
| ——中國人民解放軍陸軍司令員韓衛國 | |